# Старий Майдан (гміна Войславичі)
Старий Майдан (пол. Stary Majdan) — село в Польщі, у гміні Войславичі Холмського повіту Люблінського воєводства. Населення — 157 осіб (2011).

## Історія
За даними етнографічної експедиції 1869—1870 років під керівництвом Павла Чубинського, у селі здебільшого проживали польськомовні римо-католики, меншою мірою — українськомовні греко-католики.
У 1975—1998 роках село належало до Холмського воєводства.

## Демографія
Демографічна структура станом на 31 березня 2011 року:
|          | Загалом | Допрацездатний вік | Працездатний вік | Постпрацездатний вік |
| -------- | ------- | ------------------ | ---------------- | -------------------- |
| Чоловіки | 74      | 9                  | 54               | 11                   |
| Жінки    | 83      | 7                  | 46               | 30                   |
| Разом    | 157     | 16                 | 100              | 41                   |